# Wielersport op de Paralympische Zomerspelen 2000
Op de XIe Paralympische Spelen die in 2000 werden gehouden in het Australische Sydney was Wielrennen een van de 19 sporten die werd beoefend.

## Mannen

### Baan

#### Tandem
| Klasse | Evenement     | Tijd     | land | Goud                             | land | Zilver                           | land | Brons                         |
| ------ | ------------- | -------- | ---- | -------------------------------- | ---- | -------------------------------- | ---- | ----------------------------- |
| open   | tijdrit, 1 km | 1:04.95  | JPN  | Shigeo Yoshihara Koichi Mizusawa | GBR  | Robert Allen Andrew Slater       | AUS  | Eddy Hollands Paul Clohessy   |
| open   | achtervolging | 4:26.498 | NED  | Jan Mulder Jeroen Straathof      | ESP  | Abelardo Gandia Jose Munoz       | AUS  | Christian Venge Jordi Domingo |
| open   | tandemsprint  | 10.918   | SVK  | Jan Szojka Juraj Petrovic        | JPN  | Shigeo Yoshihara Koichi Mizusawa | AUS  | David Murray Steve Gray       |

### Weg

#### Tandem
| Klasse | Evenement    | Tijd    | land | Goud                         | land | Zilver                    | land | Brons                          |
| ------ | ------------ | ------- | ---- | ---------------------------- | ---- | ------------------------- | ---- | ------------------------------ |
| open   | wegwedstrijd | 2:46:06 | ESP  | Manuel Diaz Oscar de la Cruz | NED  | Jan Mulder Pascal Schoots | ESP  | Francisco Suarez Jose Curieses |

## Vrouwen

### Baan

#### Tandem
| Klasse | Evenement     | Tijd     | land | Goud                      | land | Zilver                   | land | Brons                               |
| ------ | ------------- | -------- | ---- | ------------------------- | ---- | ------------------------ | ---- | ----------------------------------- |
| open   | tijdrit, 1 km | 1:11.927 | AUS  | Sarnya Parker Tania Modra | AUS  | Lyn Lepore Lynette Nixon | NOR  | Cathrine Noettingnes Marianne Bruun |
| open   | achtervolging | 3:44.288 | AUS  | Sarnya Parker Tania Modra | AUS  | Lyn Lepore Lynette Nixon | NOR  | Cathrine Noettingnes Marianne Bruun |

### Weg

#### Tandem
| Klasse | Evenement    | Tijd    | land | Goud                      | land | Zilver                       | land | Brons                               |
| ------ | ------------ | ------- | ---- | ------------------------- | ---- | ---------------------------- | ---- | ----------------------------------- |
| open   | wegwedstrijd | 1:31:23 | AUS  | Lepore, Lyn Lynette Nixon | GER  | Michaela Fuchs Eva Fuenfgeld | NOR  | Cathrine Noettingnes Marianne Bruun |

## Gemengd

### Baan

#### Team
| \| Rank \| Land \| Tijd \| \| ---- \| ---------------- \| ------ \| \| 1 \| Australië \| 54.343 \| \| 2 \| Frankrijk \| 57.128 \| \| 3 \| Verenigde Staten \| 58.364 \| |                  |        |
| Rank | Land             | Tijd   |
| 1 | Australië        | 54.343 |
| 2 | Frankrijk        | 57.128 |
| 3 | Verenigde Staten | 58.364 |

#### Tandem
| Klasse | Evenement     | Tijd     | land | Goud                               | land | Zilver                            | land | Brons                              |
| ------ | ------------- | -------- | ---- | ---------------------------------- | ---- | --------------------------------- | ---- | ---------------------------------- |
| open   | tijdrit, 1 km | 1:08.997 | USA  | Pamela Fernandes Alphonso Whaley   | GER  | Michaela Fuchs Jan Ratzke         | ITA  | Silvana Valente Fabrizio Di Somma  |
| open   | achtervolging | 3:34.253 | BLR  | Iryna Fiadotava Aliaksandr Danilik | ITA  | Silvana Valente Fabrizio Di Somma | CAN  | Julie Cournoyer Alexandre Cloutier |
| open   | tandemsprint  | 11.825   | GER  | Michaela Fuchs Jan Ratzke          | USA  | Pamela Fernandes Alphonso Whaley  | ITA  | Claudio Costa Serenella Bortolotto |

#### Tweewielers
| Klasse | Evenement     | Tijd     | land | Goud               | land | Zilver             | land | Brons              |
| ------ | ------------- | -------- | ---- | ------------------ | ---- | ------------------ | ---- | ------------------ |
| LC1    | tijdrit, 1 km | 1:09.929 | AUS  | Matthew Gray       | AUT  | Wolfgang Eibeck    | AUS  | Paul O'Neill       |
| LC2    | tijdrit, 1 km | 1:11.461 | CZE  | Jiri Jezek         | USA  | Dory Selinger      | AUS  | Paul Lake          |
| LC3    | tijdrit, 1 km | 1:21.393 | SVK  | Radovan Kaufman    | NZL  | Mark Inglis        | SUI  | Beat Schwarzenbach |
| LC1    | achtervolging | 4:52.410 | ITA  | Pierangelo Vignati | AUT  | Wolfgang Eibeck    | AUS  | Paul O'Neill       |
| LC2    | achtervolging | 4:58.525 | CZE  | Jiri Jezek         | AUS  | Paul Lake          | USA  | Dory Selinger      |
| LC3    | achtervolging | 5:16.433 | SUI  | Beat Schwarzenbach | ESP  | Jose Andres Blanco | CZE  | Michal Stark       |

### Weg

#### Tweewielers
| Klasse   | Evenement    | Tijd     | land | Goud               | land | Zilver              | land | Brons              |
| -------- | ------------ | -------- | ---- | ------------------ | ---- | ------------------- | ---- | ------------------ |
| CP Div 3 | wegwedstrijd | 44:03    | USA  | Daniel Nicholson   | GBR  | Thomas Evans        | KOR  | Yong Sik Jin       |
| CP Div 4 | wegwedstrijd | 40:39    | AUS  | Peter Homann       | GER  | Klaus Lungershausen | AUS  | Christopher Scott  |
| LC1      | wegwedstrijd | 1:54:08  | USA  | Thomas Neal        | AUS  | Paul O'Neill        | FRA  | David Mercier      |
| LC2      | wegwedstrijd | 1:45:31  | AUS  | Daniel Polson      | CZE  | Jiri Jezek          | FRA  | Sebastien Bichon   |
| LC3      | wegwedstrijd | 1:32:11  | FRA  | Bernard Champenois | FRA  | Laurent Thirionet   | ESP  | Jose Andres Blanco |
| LC1      | tijdrit      | 1:09.929 | AUS  | Matthew Gray       | AUT  | Wolfgang Eibeck     | AUS  | Paul O'Neill       |
| LC2      | tijdrit      | 1:11.461 | CZE  | Jiri Jezek         | USA  | Dory Selinger       | AUS  | Paul Lake          |
| LC3      | tijdrit      | 1:21.393 | SVK  | Radovan Kaufman    | NZL  | Mark Inglis         | SUI  | Beat Schwarzenbach |

#### Driewielers
| Klasse   | Evenement      | Tijd | land | Goud           | land | Zilver        | land | Brons          |
| -------- | -------------- | ---- | ---- | -------------- | ---- | ------------- | ---- | -------------- |
| CP Div 2 | tijdrit 1.9 km | 3:25 | CZE  | Roman Musil    | USA  | Stuart Flacks | AUS  | Mark le Flohic |
| CP Div 2 | tijdrit 5.4 km | 9:29 | AUS  | Mark le Flohic | USA  | Stuart Flacks | CZE  | Roman Musil    |

Atletiek · Bankdrukken · Basketbal · Boogschieten · Boccia · CP-voetbal · Goalball · Judo · Paardensport · Rugby · Schermen · Schietsport · Tafeltennis · Tennis · Volleybal · Wielersport · Zeilen · Zwemmen
New York & Stoke Mandeville 1984 ·
Seoel 1988 ·
Barcelona 1992 ·
Atlanta 1996 ·
Sydney 2000 ·
Athene 2004 ·
Peking 2008 ·
Londen 2012 ·
Rio de Janeiro 2016 ·
Tokio 2020 ·
Parijs 2024 ·
Los Angeles 2028